# Barão de Congonhas do Campo
Barão de Congonhas do Campo é um título criado por D. Pedro I do Brasil por decreto de 10 de dezembro de 1825, em favor a Lucas Antônio Monteiro de Barros.
Titulares
1. Lucas Antônio Monteiro de Barros – 1.º visconde com grandeza de Congonhas do Campo;
2. Lucas Antônio Monteiro de Castro – parente do anterior.